# مات ريان (لاعب دوري الرغبي)
مات ريان (بالإنجليزية: Matt Ryan)‏ هو لاعب دوري الرغبي أسترالي، ولد في 13 يونيو 1988 في سيدني في أستراليا.